# Sewardite
La sewardite è un minerale.